# Sisymbrium dissitiflorum
Sisymbrium dissitiflorum är en korsblommig växtart som beskrevs av Otto Eugen Schulz. Sisymbrium dissitiflorum ingår i släktet gatsenaper, och familjen korsblommiga växter. Inga underarter finns listade i Catalogue of Life.